# Collabtive
Collabtive є Інтернет-орієнтованим програмним забезпеченням, що розповсюджується на основі вільної ліцензії GPL.
Проект розпочато в 2007 році. Основною метою створення цього Інтернет-застосунку є надання користувачам вільного програмного забезпечення, яке могло б конкурувати із такими платними продуктами як Basecamp.

## Технічні характеристики
Collabtive створений на мові програмування PHP5 із широким використанням технологій AJAX. Система є багатомовною, зараз в системі існує повноцінна підтримка більш ніж 30 мов. Collabtive підтримує взаємодію із іншими веб сервісами та службами через XML API. Також в системі існує можливість імпорту даних із інших вебзастосунків та програмного забезпечення. За допомогою Collabtive користувачі зможуть створювати та керувати списками завдань та підзавдань, встановлювати терміни виконання як для всього проекту так і для окремих його частин.

## Можливості
- Створення та керування списками завдань
- Визначення підгруп завдань (Milestones)
- Вбудована система швидких повідомлень
- Перегляд завдань через календар
- Управління файлами
- Розмежевання прав доступу та ролей
- Система управління затратами часу
- Система пошуку по проектах
- Створення звітів (CSV, PDF)
- Експорт даних (ZIP, XML, RSS, iCal)
- Багатомовний інтерфейс

## Технічні вимоги
Підтримка із сторони сервера:
- PHP 5.4
- MySQL 4.1/5.x or SQLite

Підтримка із сторони клієнта:
- JS/DOM (Тестовано із Mozilla Firefox, Google Chrome, Internet Explorer, Safari, Opera)
- Cookies

## Також буде цікаво знати
- Управління проектами
- Список програмного забезпечення для управління проектами
- Офіційний сайт Basecamp